# Cetopsidium orientale
Cetopsidium orientale és una espècie de peix de la família dels cetòpsids i de l'ordre dels siluriformes.

## Morfologia
- Els mascles poden assolir 5,8 cm de longitud total.
- Nombre de vèrtebres: 37-42.[6]

## Hàbitat
És un peix d'aigua dolça i de clima tropical.

## Distribució geogràfica
Es troba a Sud-amèrica: rius costaners de Surinam i la Guaiana Francesa.